# 河野梨花
河野 梨花（こうの りか、1999年1月19日 - ）は、日本の女優。埼玉県出身。現在はfrom the earthというバンドでドラムを担当している。

## 出演

### テレビ
- にほんごであそぼ（2003年4月 - 2013年3月、NHK教育）
- 天花（2004年、NHK総合）

### CM
- ライオン「キレイキレイ」（2004年）

### 舞台
- ワン語レッスン・初級編（2014年8月） - 奈留 役
- 5つめのお願い（2014年12月） - ピンクの神様 役
- 居酒屋夢の郷2022秋物語『いつかまた逢える ～過去の忘れもの 取りに行きませんか～』（2022年 ９月）- 梅沢咲良役
- 居酒屋夢の郷2022冬物語『いつかまた逢える ～過去の忘れもの 見つかりましたか？～』（2022年12月）- 梅沢咲良役